# Alfabeto greco-iberico

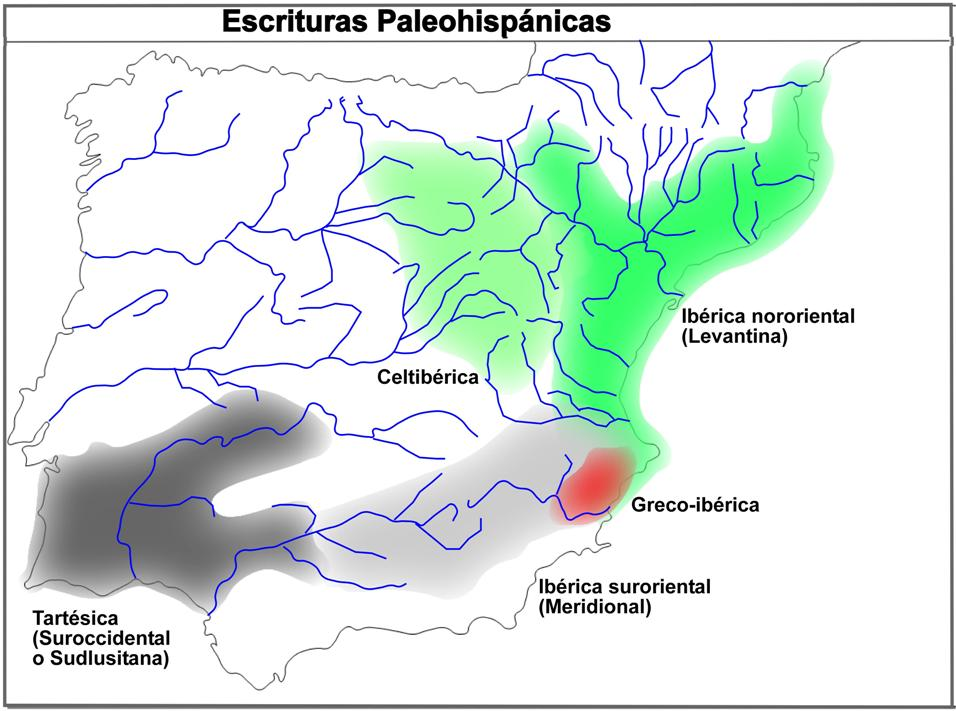
Scritture paleo-ispaniche

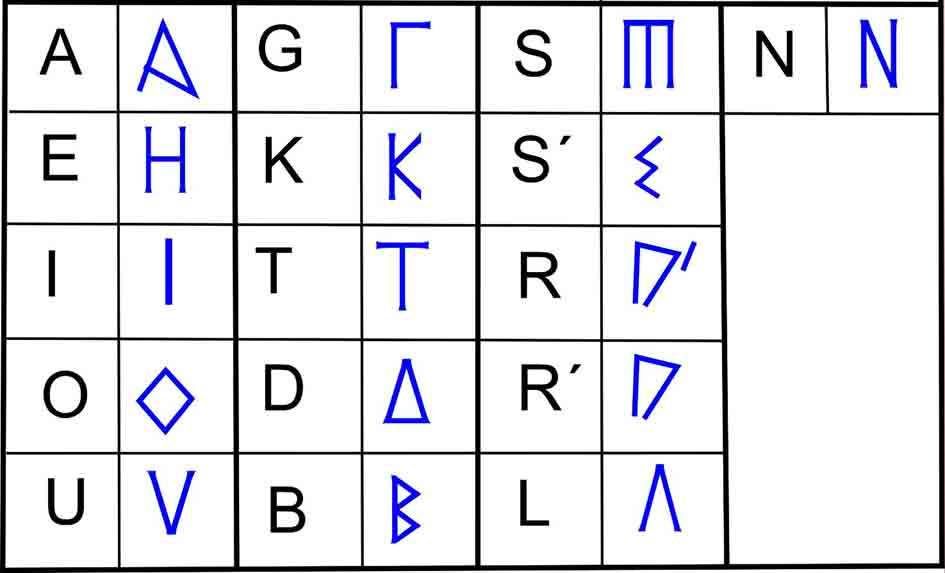
Un alfabeto greco-iberico

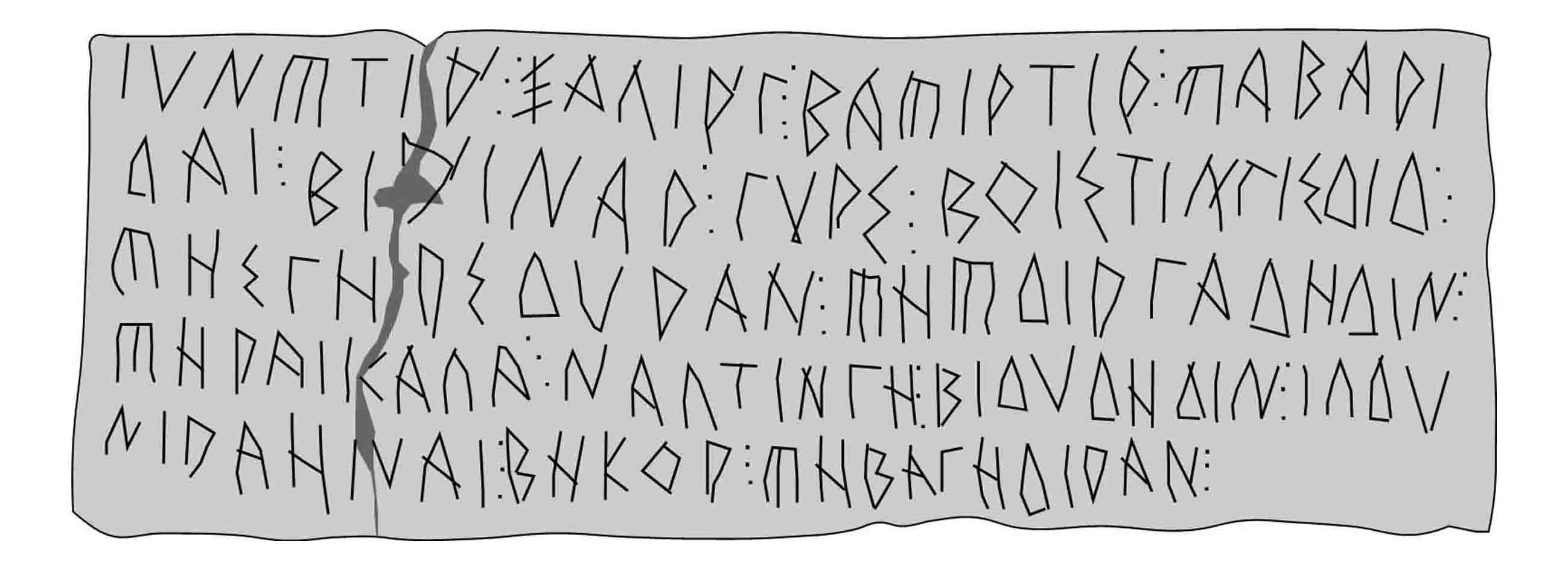
Piombo di la Serreta (Alcoy)

L'alfabeto greco-iberico è una scrittura paleo-ispanica con gli stessi segni che contraddistinguono l'alfabeto greco-jonico ad eccezione di una ρ (ro o rho) accentuata. A differenza di tutte le altre scritture paleo-ispaniche, l'alfabeto greco-iberico si compone pertanto solo di segni rappresentanti vocali e consonanti. È un adattamento di tale sistema di scrittura alle lingue iberiche parlate in parte dell'attuale levante spagnolo (provincia di Alicante e comunità autonoma di Murcia. Al pari delle iscrizioni che usano la scrittura iberica nordorientale e la scrittura iberica sudorientale, anche quelle trascritte mediante tale alfabeto sono infatti in lingua iberica. Le prime testimonianze relative all'alfabeto greco-iberico risalgono al IV secolo a.C., ma non è escluso che tale sistema di scrittura possa essersi diffuso precedentemente.